# A1 Team Griechenland
Das A1 Team Griechenland (engl. Stilisierung: A1Team.Greece) war das griechische Nationalteam in der A1GP-Serie.

## Geschichte
Das A1 Team Griechenland wurde von Stathis Basios gegründet; als Rennstall fungierte das britische Team Arena Motorsport.
Das Team trat der Serie in der zweiten Saison bei, nahm aber lediglich an den ersten beiden Rennwochenenden in Zandvoort und Brünn teil. Das beste Resultat war hierbei ein 15. Platz durch Takis Kaitazis im Hauptrennen in Zandvoort. Das Fernbleiben vom Rennwochenende in Peking wurde mit der Umstrukturierung des Teams und der Nichtverfügbarkeit des ausgewählten Stammfahrers aufgrund dessen Wehrdiensts begründet. Das Team beendete die Saison auf dem 24. Gesamtplatz ohne Punkte.

## Fahrer
Das A1 Team Griechenland setzte an den Rennwochenenden vier verschiedene Fahrer ein, von denen zwei auch an den Rennen selbst teilnahmen.

### Übersicht der Fahrer
| Fahrer          | RG | SR | HR | RS | 1. Pl.  | 2. Pl.  | 3. Pl.  | PP | SRR | Pkt. |
| --------------- | -- | -- | -- | -- | ------- | ------- | ------- | -- | --- | ---- |
| Kaitazis, Takis | 3  | 1  | 2  | 1  | 0 (0/0) | 0 (0/0) | 0 (0/0) | 0  | 0   | 0    |
| Zachos, Nikos   | 1  | 1  | 0  | 1  | 0 (0/0) | 0 (0/0) | 0 (0/0) | 0  | 0   | 0    |

Legende: RG = Rennen gesamt; SR = Sprintrennen; HR = Hauptrennen; RS = Rookie-Sessions; PP = Pole-Position; SRR = schnellste Rennrunde
In der Liste nicht aufgeführt sind Stelios Nousias und Vasilis Papafilippou, die für das Team in Zandvoort 2006 das zweite bzw. dritte Training bestritten.

## Ergebnisse
| Saison | 1         | 1         | 2      | 2      | 3      | 3      | 4      | 4      | 5      | 5      | 6     | 6     | 7          | 7          | 8      | 8      | 9         | 9         | 10       | 10       | 11        | 11        | Rang | Punkte |
| ------ | --------- | --------- | ------ | ------ | ------ | ------ | ------ | ------ | ------ | ------ | ----- | ----- | ---------- | ---------- | ------ | ------ | --------- | --------- | -------- | -------- | --------- | --------- | ---- | ------ |
| 06/07  | Zandvoort | Zandvoort | Brno   | Brno   | Peking | Peking | Sepang | Sepang | Sentul | Sentul | Taupo | Taupo | Eastern C. | Eastern C. | Durban | Durban | Mexiko-S. | Mexiko-S. | Shanghai | Shanghai | Brands H. | Brands H. | 24.  | 0      |
| 06/07  | 18 KAI    | 15 KAI    | 19 ZAC | 21 KAI |        |        |        |        |        |        |       |       |            |            |        |        |           |           |          |          |           |           | 24.  | 0      |

| Legende  | Legende            | Legende                                                          |
| Farbe    | Abkürzung          | Bedeutung                                                        |
| -------- | ------------------ | ---------------------------------------------------------------- |
| Gold     | –                  | Sieg                                                             |
| Silber   | –                  | 2. Platz                                                         |
| Bronze   | –                  | 3. Platz                                                         |
| Grün     | –                  | Platzierung in den Punkten                                       |
| Blau     | –                  | Klassifiziert außerhalb der Punkteränge                          |
| Violett  | DNF                | Rennen nicht beendet (did not finish)                            |
| Violett  | NC                 | nicht klassifiziert (not classified)                             |
| Rot      | DNQ                | nicht qualifiziert (did not qualify)                             |
| Rot      | DNPQ               | in Vorqualifikation gescheitert (did not pre-qualify)            |
| Schwarz  | DSQ                | disqualifiziert (disqualified)                                   |
| Weiß     | DNS                | nicht am Start (did not start)                                   |
| Weiß     | WD                 | zurückgezogen (withdrawn)                                        |
| Hellblau | PO                 | nur am Training teilgenommen (practiced only)                    |
| Hellblau | TD                 | Freitags-Testfahrer (test driver)                                |
| ohne     | DNP                | nicht am Training teilgenommen (did not practice)                |
| ohne     | INJ                | verletzt oder krank (injured)                                    |
| ohne     | EX                 | ausgeschlossen (excluded)                                        |
| ohne     | DNA                | nicht erschienen (did not arrive)                                |
| ohne     | C                  | Rennen abgesagt (cancelled)                                      |
| ohne     | keine WM-Teilnahme |                                                                  |
| sonstige | P/fett             | Pole-Position                                                    |
| sonstige | 1/2/3/4/5/6/7/8    | Punktplatzierung im Sprint-/Qualifikationsrennen                 |
| sonstige | SR/kursiv          | Schnellste Rennrunde                                             |
| sonstige | *                  | nicht im Ziel, aufgrund der zurückgelegten Distanz aber gewertet |
| sonstige | ()                 | Streichresultate                                                 |
| sonstige | unterstrichen      | Führender in der Gesamtwertung                                   |